# جزيرة موزامبيق
جزيرة موزامبيق، تقع في شمال موزامبيق، بين قناة موزمبيق وخليج ميسيورال. وهي جزء من مقاطعة نامبولا. قبل 1898م كانت عاصمة المستعمرة البرتغالية شرق أفريقيا مع تاريخها الغني والشواطئ الرماية. وتعتبر جزيرة موزمبيق موقع تراث عالمي وواحدة من الواجهات السياحية الأسرع نمواً. ويبلغ عدد سكانها ما يقارب 14,000 نسمة ويخدمها مطار لامبو على يابسة لنامبولا.

## التاريخ
كانت الجزيرة عبارة عن ميناء عربي كبير ومركز لبناء القوارب في الأعوام التي سبقت زيارة فاسكو دي غاما في 1498م .اشتق اسم الجزيرة من موسى علي مبيق سلطان الجزيرة في أوقات فاسكو دي غاما وقد اتخذ هذا الاسم لاحقا إلى البر الرئيسي للدولة إي موزنبيق العصر الحديث وقد تم إعادة تسمية الجزيرة ب يلها دي موزنبيق
وفي عام 1507م أقام البرتغاليين ميناء وقاعدة بحرية وفي عام 1522م بنيت سنهورا دي بالواتري وتعتبر الآن أقدم مبنى أوربي في نصف الكرة الجنوبي وفي خلال القرن السادس عشر تم بناء حصن ساو سيبا ستياو وتسوية البرتغالية ( التي تعرف الآن باسم ستون تاون) أصبحت العاصمة البرتغالية شرق أفريقيا.
كما أصبحت الجزيرة المركز التبشري المهم حيث أنها صمدت امام الهجمات الهولندية في عام 1607م و 1608م وبقيت على مركزاً هاماً للبرتغاليين في رحلاتهم إلى الهند وشهدت تدوال العبيد والتوابل والذهب.

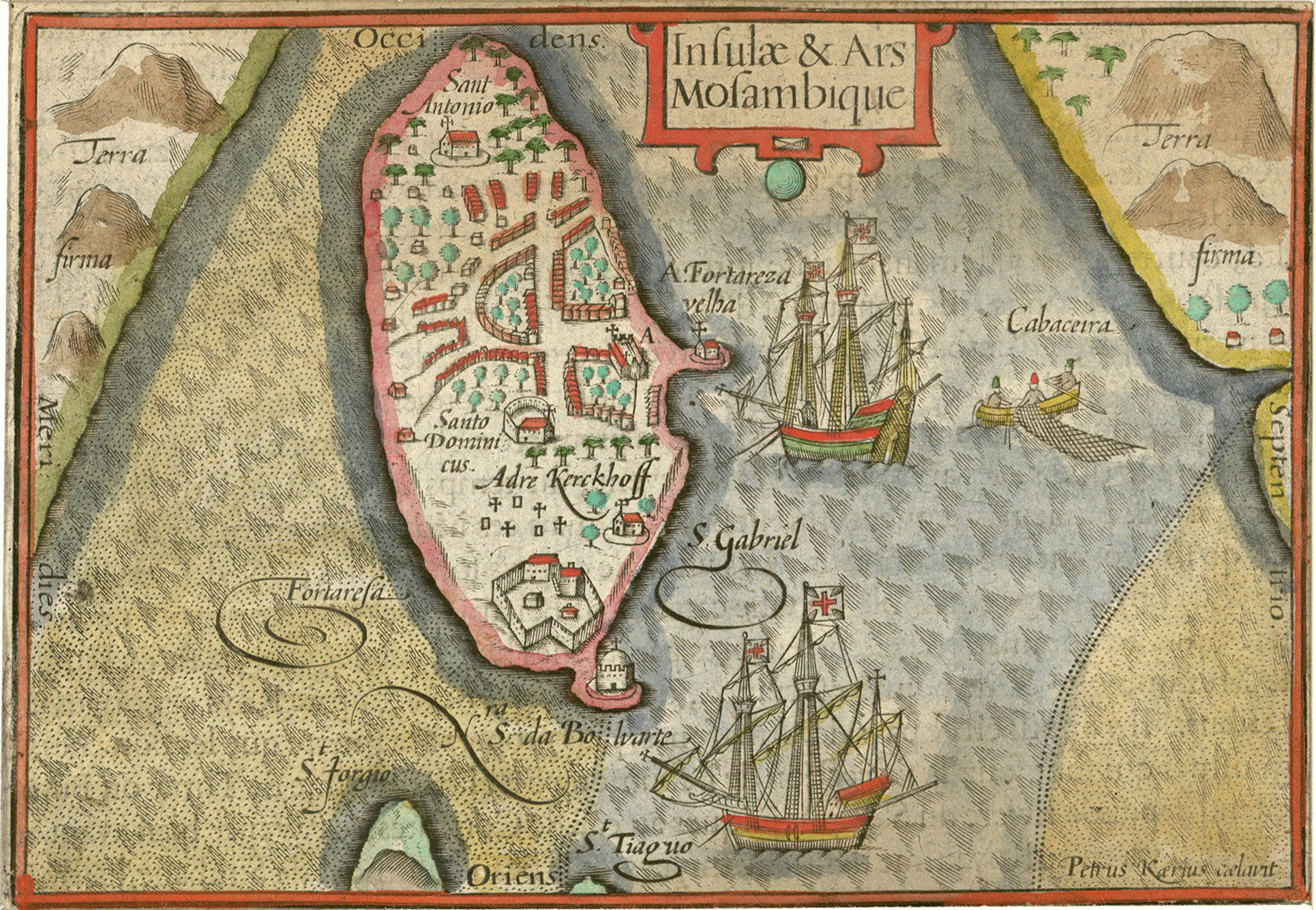
خريطة محفورة للجزيرة للنحات الهولندي بيتر فان

## معرض صور

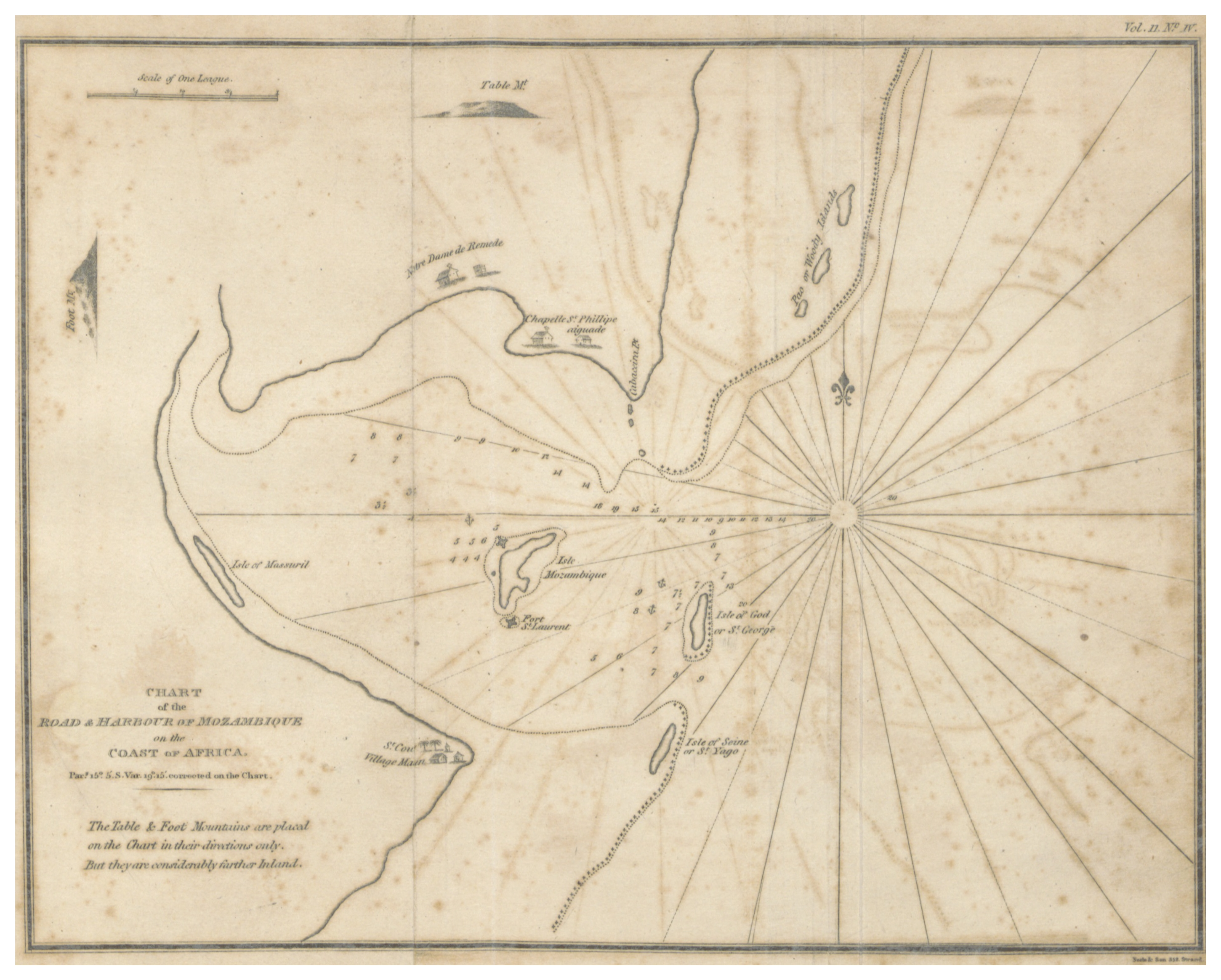
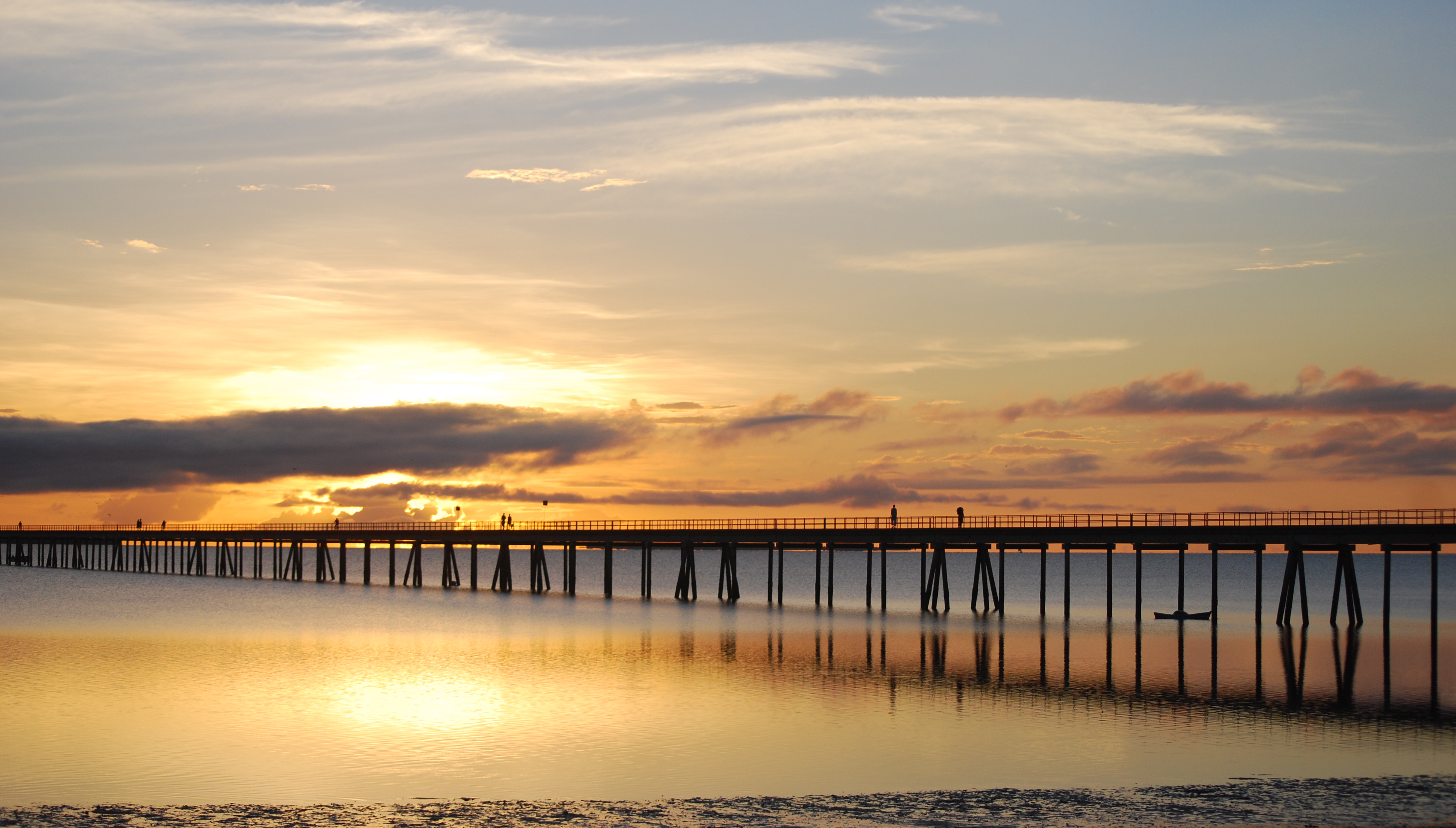
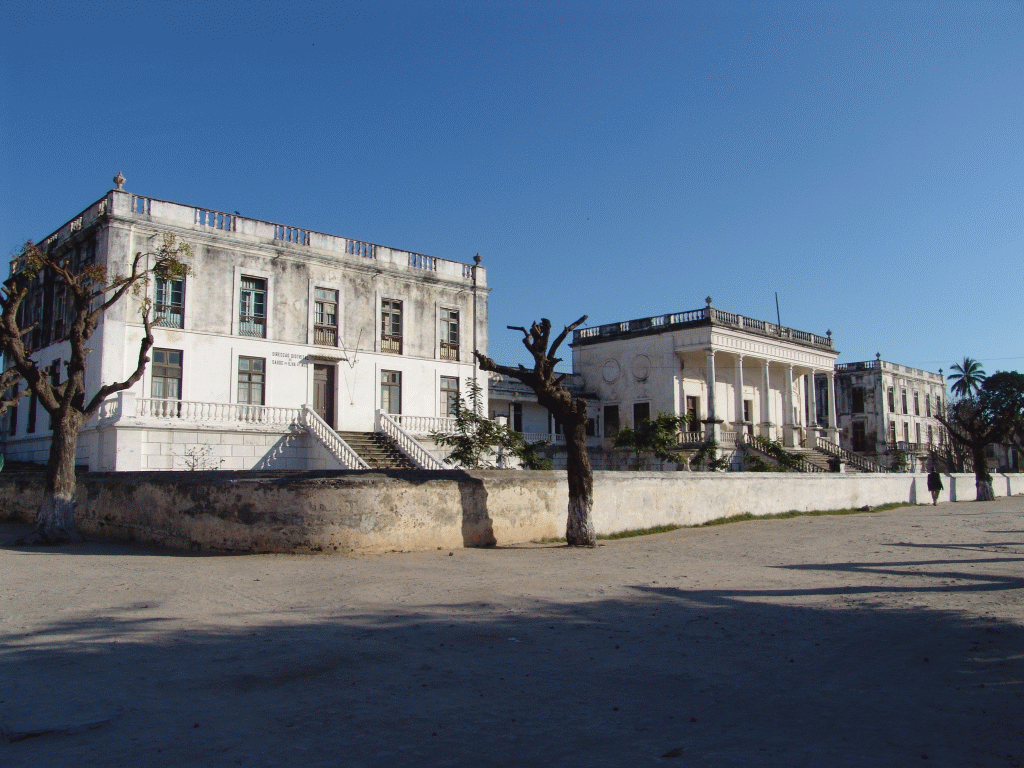
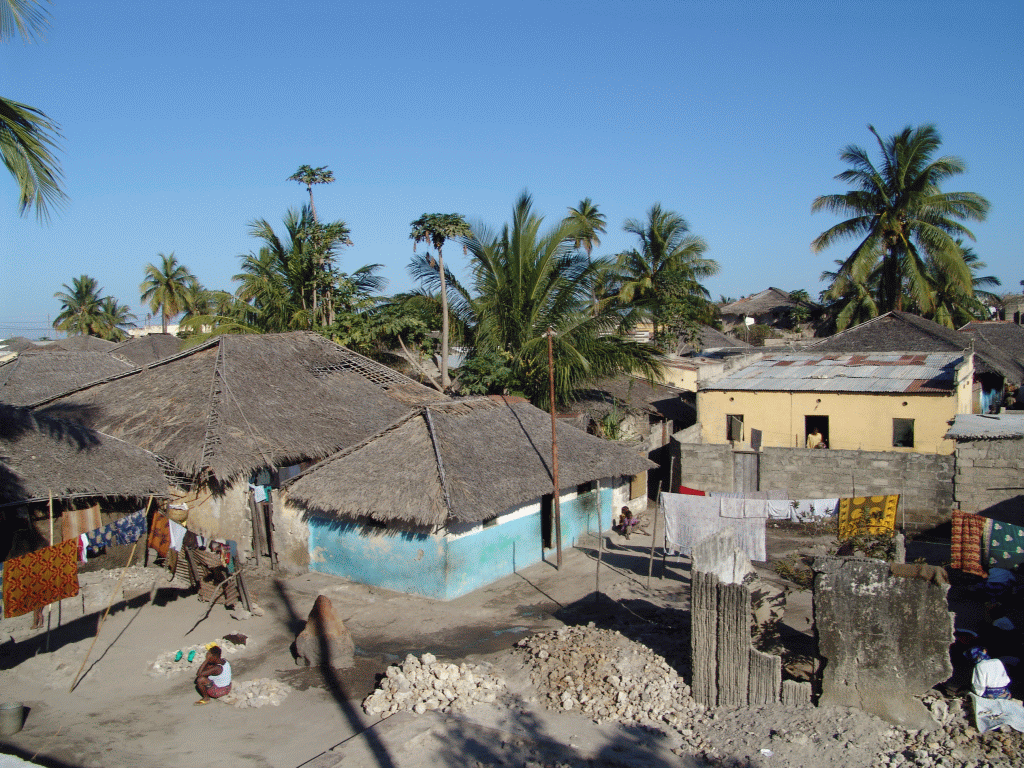
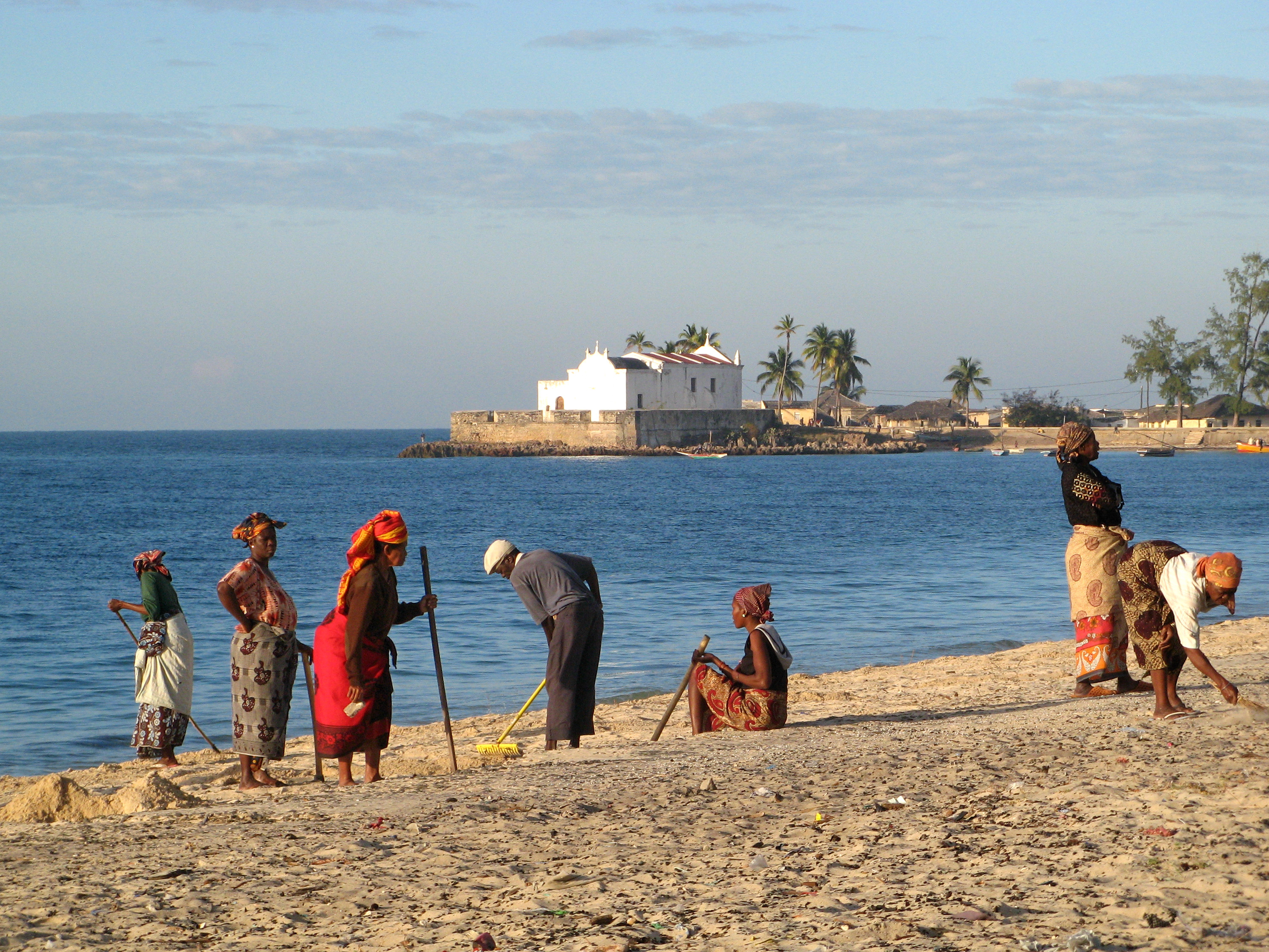

## توأمة
لجزيرة موزامبيق اتفاقيات توأمة مع:
- يابرة

## أعلام
- توماس أنطونيو غونزاغا
- أورلاندو مينديز